# Muginagondi, Harihar
Muginagondi là một làng thuộc tehsil Harihar, huyện Davanagere, bang Karnataka, Ấn Độ.